# Räsa
Räsa is een dorp in de Duitse gemeente Unterbreizbach in  Thüringen. De gemeente maakt deel uit van het Wartburgkreis.  Räsa wordt voor het eerst genoemd in een oorkonde uit 1365. Dat is overigens niet hetzelfde dorp dat het huidige Räsa dat eind negentiende eeuw opnieuw ontstond in relatie met de kalimijnen. Al in 1939 werd het dorp bij Unterbreizbach gevoegd.